# Gerard Way

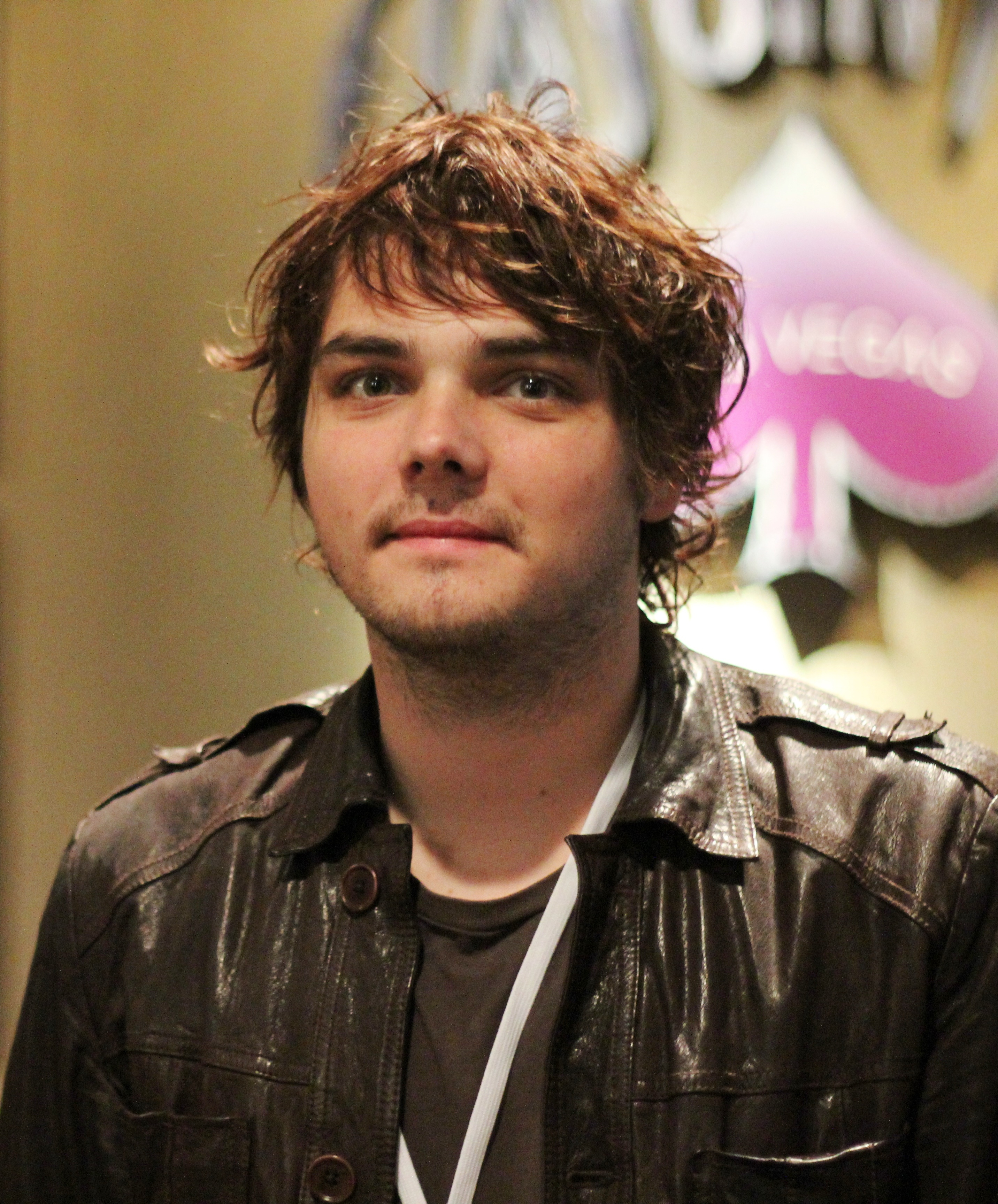
Gerard Way (2012)

Gerard Arthur Way (* 9. April 1977 in Belleville, New Jersey) ist ein US-amerikanischer Musiker und Comicautor. Er ist der Sänger und Gründer der Rockband My Chemical Romance, die sich 2013 auflöste und 2019 wiedervereinte. Sein erstes Soloalbum Hesitant Alien wurde im September 2014 veröffentlicht. Außerdem hat er die Comic-Serien The True Lives of the Fabulous Killjoys und The Umbrella Academy geschrieben. Letztere wurde von Netflix verfilmt.

## Leben
Gerard wurde am 9. April 1977 in Summit, New Jersey geboren. Seine Mutter Donna Lee (geborene Rush) ist italienischer Abstammung und sein Vater Donald schottischer Herkunft. Gerard Way wuchs mit ihnen und seinem jüngeren Bruder Mikey in einem von Kriminalität geprägten Stadtteil in New Jersey auf.
Nebenbei begann er schon in frühen Jahren Comics zu zeichnen. Später dachte Way daran, es zum Beruf zu machen. Nachdem er 1995 die Highschool abgeschlossen hatte, studierte er an der School of Visual Arts, die er 1999 mit dem Bachelor of Fine Arts abschloss.
Nachdem er in einer Schulaufführung in der Hauptrolle von „Peter Pan“ erste Bühnenerfahrung gesammelt hatte, unterstützte seine von seinem schauspielerischen Talent überzeugte Großmutter ihn durch Gesangsunterricht. Er verlor bald das Interesse. Während ihrer Zeit an der High School spielten Gerard Way, als Sänger, und sein Bruder Mikey, als Bassist, in der Band Raygun Jones.
Am 3. September 2007 heiratete er Lyn-Z, die Bassistin der Band Mindless Self Indulgence, nach einem Auftritt im Coors Amphitheater in Colorado. Am 27. Mai 2009 kam ihr erstes gemeinsames Kind, Bandit Lee Way, zur Welt.

## Comics
Bis zum Jahr 2001 arbeitete Gerard Way in der Comicindustrie in New York und versuchte seine selbstentwickelte Cartoon-Serie The Breakfast Monkey an Cartoon Network zu verkaufen. In The Breakfast Monkey geht es um einen kleinen Affen, der in der Lage ist, Waffeln, French Toast und anderes Frühstück aus dem Nichts erscheinen zu lassen. Zusammen mit seinen treuen Gefährten Crazy Boy und Tinkle Fish hat er es sich zur Aufgabe gemacht, gegen das Böse in Mod City zu kämpfen und überall gutes Frühstück und Frohsinn zu verbreiten. Cartoon Networks lehnte diese jedoch ab, da sie zufällig einige Ähnlichkeiten mit der Zeichentrick-Serie Aqua Teen Hunger Force aufwies. Gerard Way hatte wenig Glück in seinem Beruf, begann zu trinken und seine ohnehin schon langjährigen Depressionen verschlimmerten sich.
2007 bis Februar 2008 hat er seine sechs Hefte umfassende Comic-Serie The Umbrella Academy fertiggestellt. Dabei kooperierte er mit dem brasilianischen Künstler Gabriel Bá, wobei er als Autor verantwortlich zeichnete. Die Koloration übernahm der mehrfach ausgezeichnete Künstler Dave Stewart. Diese Persiflage auf Verschwörungs-Comics war seinen Aussagen nach eine maßgebliche Inspiration für das Album The Black Parade. Protagonisten sind die mit Superkräften ausgestatteten Kinder des verstorbenen Sir Reginald Hargreeves. (Laut Way war Hargreeves „ein renommierter Wissenschaftler und Erfinder, unerschrockener Abenteurer, erfolgreicher Unternehmer, ein Meister im Cricket und incognito lebender Außerirdischer“.) Ziel der zerstrittenen Nachkommen ist es, das „Orchestra Verdammten“ (sic!) aufzuhalten, das die Welt durch Musik zerstören will. Für The Umbrella Academy erhielt Gerard Way den Eisner Award. The Umbrella Academy erscheint im Verlag Dark Horse. Auf Deutsch erscheint der Comic im Cross Cult Verlag.
Im Internet konnte man zwei Kurzgeschichten zu The Umbrella Academy auf MySpace lesen, Safe & Sound sowie Anywhere But Here. Die Fortsetzung, ebenfalls eine sechs Hefte umfassende Miniserie The Umbrella Academy - Dallas ist ebenfalls bei Dark Horse erschienen.
Zusammen mit dem Comic-Autor Shaun Simon und der Zeichnerin Becky Cloonan erschuf Way 2013 die sechsteilige Miniserie The True Lives Of The Fabulous Killjoys, in der die Geschichte der Charaktere aus dem Konzeptalbum Danger Days: The True Lives of the Fabulous Killjoys fortgeführt wird.
Im April 2016 gab DC Comics die Gründung eines neuen Imprints namens Young Animal bekannt, welches von Gerard Way betreut wird und deren Geschichten sich speziell an erwachsene Leser richten, jedoch im regulären DC-Universum stattfinden. Way wird außerdem Autor bzw. Koautor von drei Serien des Imprints sein: Doom Patrol, Mother Panic und Cave Carson Has A Cybernetic Eye.
Im Januar 2019 erschien die Serien-Adaption seiner Comic-Reihe The Umbrella Academy auf Netflix. Way und Gabriel Bá waren als Co-Produzenten an der Verfilmung beteiligt. Steve Blackman (Fargo) fungierte als Showrunner. Die erste Staffel der Serie umfasst insgesamt zehn Episoden.

## Musikkarriere

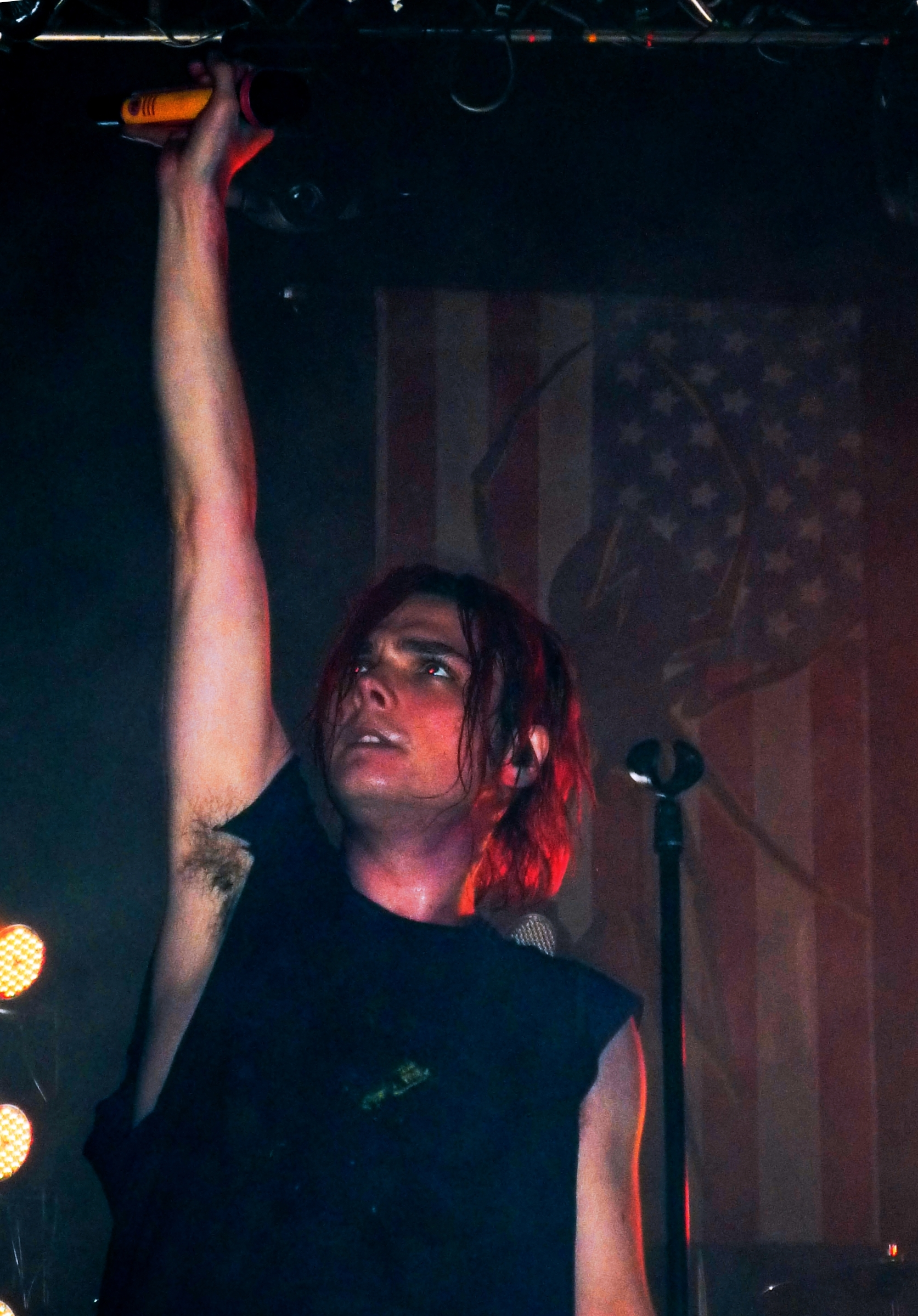
Gerard Way in Berlin (2010)

Die Terroranschläge am 11. September 2001 ließen ihn sein Leben mit anderen Augen sehen. Er erlebte die Anschläge aus nächster Nähe. Er soll das Gefühl gehabt haben, etwas mit seinem Leben anfangen zu müssen, weil er mit Comiczeichnen niemanden erreichen konnte. Er rief einige Freunde von früher an, die er schon aus den Augen verloren hatte, und gründete mit ihnen eine Band. Gerards jüngerer Bruder Mikey Way fand ebenfalls Gefallen daran und brach dafür sogar das College ab. Ihm hat die Band ihren Namen zu verdanken: My Chemical Romance.
Skylines And Turnstiles basiert auf Gerards Erlebnissen vom 11. September. Es ist sein erstes selbst geschriebenes Lied, und ist auf dem 2002 erschienenen Album I Brought You My Bullets, You Brought Me Your Love enthalten, das innerhalb von nur zwei Wochen eingespielt wurde. Kurz darauf folgte die erste Welttournee.
Während der Warped Tour 2003 bekam Gerard Way Alkohol- und Drogenprobleme, die sich im weiteren Verlauf verschlimmerten und die Band über einen Tourabbruch nachdenken ließen und ihn zu Selbstmordgedanken getrieben haben sollen.
Als alles zu eskalieren drohte, sprach er mit dem Tourmanager und nahm die Hilfe eines Therapeuten in Anspruch. Seit August 2004 ist er clean.
Gemeinsam mit seinen Bandkollegen veröffentlichte Way in den folgenden Jahren noch weitere Alben, wie “Three Cheers for Sweet Revenge”, das mit Abstand erfolgreichste und mehrfach ausgezeichnete Konzeptalbum “The Black Parade” sowie „Danger Days: The True Lives of the Fabulous Killjoys“, das als Grundlage für einen später veröffentlichten Comic Ways diente.
Am 22. März 2013 gab die Band schließlich über einen Social-Media-Post ihre Auflösung bekannt. 2014 wurde ein Favoriten-Album mit einem neuen Song („Fake your death“) veröffentlicht, danach gab es aber kaum Neuigkeiten von Seiten der Gruppe.
Erst am 31. Oktober 2019 wurde eine Wiedervereinigung in Form eines Konzerts am 20. Dezember 2019 in Los Angeles bekannt gegeben.

### Andere Projekte
Way war als Gast 2005 auf dem Every-Time-I-Die-Album Gutter Phenomenon zu hören. 2006 beteiligte er sich an den Aufnahmen zu Head Automaticas Popaganda. Außerdem schrieb er in diesem Jahr das Vorwort der CD Where's Neil When You Need Him, einer Zusammenstellung von Liedern mit Bezug zu den Werken des britischen Autors Neil Gaiman, an der unter anderem Tori Amos und Deine Lakaien beteiligt waren.
Gerard Way beteiligte sich außerdem an dem Ending der Special Edition von Final Fantasy VII: Advent Children mit dem Song „Safe and Sound“ in Kooperation mit Kyōsuke Himuro.
Am 14. August 2012 veröffentlichte Deadmau5 in Zusammenarbeit mit Gerard Way die Single „Professional Griefers“, welche ebenfalls auf dem Album Album Title Goes Here vorhanden ist.
Hinzu kommt eine Solo-Veröffentlichung, die seit Dezember 2012 auf Soundcloud zu hören ist und den Titel „Zero Zero“ trägt. Im Juli 2013 gab Way bekannt, dass er an einem weiteren Song mit dem Titel „Millions“ arbeite. Dieser wurde im Oktober im Sydney Opera House das erste Mal vorgestellt.
Way hat am 26. Oktober 2018 ein weiteres Solo-Projekt „Baby you're a haunted house“ veröffentlicht.

### Soloalbum
Am 29. September 2014 veröffentlichte Way sein erstes Soloalbum mit dem Titel Hesitant Alien auf Warner Bros. Records, Reprise Records. Das Album wurde im Lightning Sound Studio in Kalifornien aufgenommen und von Doug McKean produziert. Gemischt wurde dieses Album von Tchad Blake der auch schon für Tom Waits, Arctic Monkeys oder andere Musiker den Klang geregelt hat. Bei diesem Album konnte Gerard auch sein Lieblingspedal, das Big Muff Fuzz-Pedal benutzen. Das Pedal ist auch auf der Rückseite des Albums zu sehen. Die CD wurde am 24. Mai 2014 angekündigt, am 11. Juni verkündete Gerard den Beginn seiner Solokarriere mit der Veröffentlichung der Vorabsingle „Action Cat“, dies wurde durch eine neue Website mit Konzept Artwork für das Album und einem neuen Logo begleitet. Die erste Single des Albums, „No Shows“, erschien am 18. August 2014.